# Список призёров Паралимпийских игр по кёрлингу на колясках
Полный список паралимпийских медалистов по кёрлингу на колясках с 2006 по 2022.

## Команды-медалисты
| Игры          | Золото                                                                                            | Серебро | Бронза |
| 2006 Турин    | Канада Крис До (скип) Джерри Аустгарден Гэри Кормак Соня Годе Карен Блэчфорд Джозеф Ри (тренер)   | Великобритания Фрэнк Даффи (скип) Майкл Маккриди Том Киллин Эйнджи Мэлоун Кен Диксон Том Пендрей (тренер)                    | Швеция Ялле Юнгнелл (скип) Гленн Иконен Рольф Юханссон Анетте Вильгельм Бернт Шёберг Олле Брудстен (тренер) Thomas Wilhelm (тренер) |
| 2010 Ванкувер | Канада Джим Армстронг (скип) Дэррил Нейбор Айна Форрест Соня Годе Бруно Йизек Джозеф Ри (тренер)  | Республика Корея Ким Хак Сон (скип) Ким Мён Джин Чо Ян Хён Кан Ми Сук Пак Киль У Ян Се Ён (тренер)                           | Швеция Ялле Юнгнелл (скип) Гленн Иконен Патрик Бурман Анетте Вильгельм Патрик Каллин Томас Нурдин (тренер)                          |
| 2014 Сочи     | Канада Джим Армстронг (скип) Айна Форрест Деннис Тиссен Соня Годе Марк Айдесон Джозеф Ри (тренер) | Россия Андрей Смирнов (скип) Александр Шевченко Светлана Пахомова Марат Романов Оксана Слесаренко Антон Батугин (тренер)     | Великобритания Эйлин Нельсон (скип) Грегор Юэн Джим Голт Эйнджи Мэлоун Роберт Макферсон Тони Заммейк (тренер)                       |
| 2018 Пхёнчхан | Китай Ван Хайтао (скип) Чэнь Цзяньсин Лю Вэй Ван Мэн Чжан Цян Юэ Циншуан (тренер)                 | Норвегия Руне Лорентсен (скип) Йостен Стордаль Оле Фредрик Сиверсен Сиссель Локен Рикке Иверсен Петер Дальман (тренер)       | Канада Марк Айдесон (скип) Айна Форрест Деннис Тиссен Мари Райт Джейми Ансью Wayne Kiel (тренер)                                    |
| 2022 Пекин    | Китай Ван Хайтао (скип) Чэнь Цзяньсин Чжан Минлян Янь Чжуо Сунь Юйлун Юэ Циншуан (тренер)         | Швеция Вильо Петерссон-Даль (скип) Ронни Перссон Матс-Ола Энгборг Кристина Уландер Сабина Юханссон Элисон Кревьязак (тренер) | Канада Джон Тёрстон Айна Форрест Деннис Тиссен Марк Айдесон (скип) Коллинда Джозеф Майкл Лизмо (тренер)                             |